# Luca Biliato
Luca Biliato (Castelfranco Véneto, 30 de octubre de 1993) es un voleibolista italiano que juega como receptor en el Club Voleibol Emevé de la Superliga de España.

## Trayectoria
Nacido en Italia, se trasladó de niño a la localidad grancanaria de Arinaga donde, con 13 años, comenzó a jugar al voleibol en la cadena filial del Vecindario. En 2011 debutó en el primer equipo, permaneciendo en la plantilla durante 6 temporadas.
El 8 de agosto de 2017 se enroló en un nuevo proyecto en busca de encontrar nuevos objetivos y fichó por el Ushuaïa Ibiza Voley. Tras una primera vuelta rindiendo a buen nivel, el equipo cae derrotado en las semifinales de la Copa del Rey, alcanzando la quinta posición en liga, por lo tanto, fuera de los play-offs por el título.
El regreso de Francisco Sánchez Jover a los banquillos hizo que regresara a las islas, abriendo una segunda etapa en el club canario. La temporada se pudo considerar un año de transición plagado de partidos que acababan en el desempate. Se quedaron fuera de los play-offs, pero consiguieron dejar al equipo en una merecida séptima posición.
En la siguiente campaña continuó vistiendo la camiseta amarilla en una temporada que pese a su inicio dubitativo, mantuvieron las posibilidades de conseguir meterse en la Copa del Rey 2020 tras mucho tiempo sin estar en dicha competición.
En 2020 fue uno de los jugadores que migró del extinto CV 7 Islas al CV Guaguas de Las Palmas de Gran Canaria, que se hizo con la plaza del Vecindario para la temporada 2020-21. En junio de 2021 fichó por el Club Voleibol Emevé.

## Clubes
| Club                        | País   | Año         |
| --------------------------- | ------ | ----------- |
| Vecindario ACE Gran Canaria | España | 2011 - 2017 |
| Ushuaïa Ibiza Voley         | España | 2017 - 2018 |
| Vecindario ACE Gran Canaria | España | 2018 - 2020 |
| Club Voleibol Guaguas       | España | 2020-2021   |
| Club Voleibol Emevé         | España | 2022-       |